# میخائیل کوزنتسوف (قایقران روئینگ)
میخائیل کوزنتسوف (روسی: Михаил Николаевич Кузнецов؛ زادهٔ ۴ ژوئن ۱۹۵۲) قایقران روئینگ اهل شوروی بود.
وی در مسابقات کشوری و بین‌المللی در مجموع برندهٔ ۱ مدال طلا، ۱ مدال نقره شده‌است.